# Saint-Amans, Ariège

Saint-Amans este o comună în departamentul Ariège din sudul Franței. În 1 ianuarie 2020 avea o populație de 41 de locuitori.